# Trichobius macrophylli
Trichobius macrophylli är en tvåvingeart som beskrevs av Wenzel 1966. Trichobius macrophylli ingår i släktet Trichobius och familjen lusflugor. Inga underarter finns listade i Catalogue of Life.